# Бунка (село)
Бу́нка (латыш. Bunka) — населённый пункт в Южно-Курземском крае Латвии. Административный центр Бункской волости. Находится на реке Вартая. Расстояние до города Лиепая составляет около 45 км.
По данным на 2017 год, в населённом пункте проживало 190 человек. Есть волостная администрация, дом культуры, библиотека, фельдшерско-акушерский пункт.

## История
В советское время населённый пункт был центром Бункского сельсовета Лиепайского района. В селе располагалась центральная усадьба колхоза «Бунка».